# Hombourg-Haut

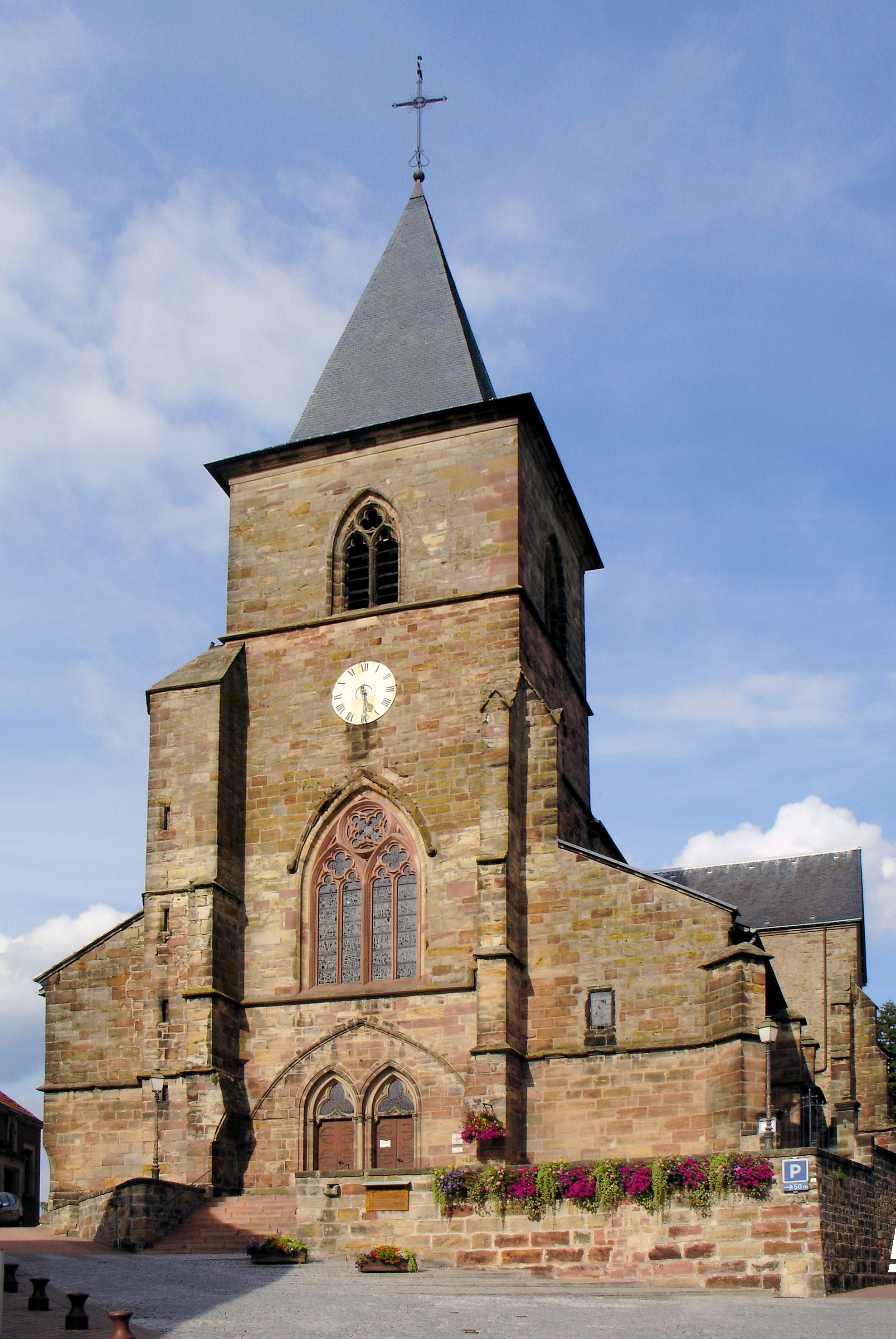
Ehemalige Stiftskirche
St. Étienne

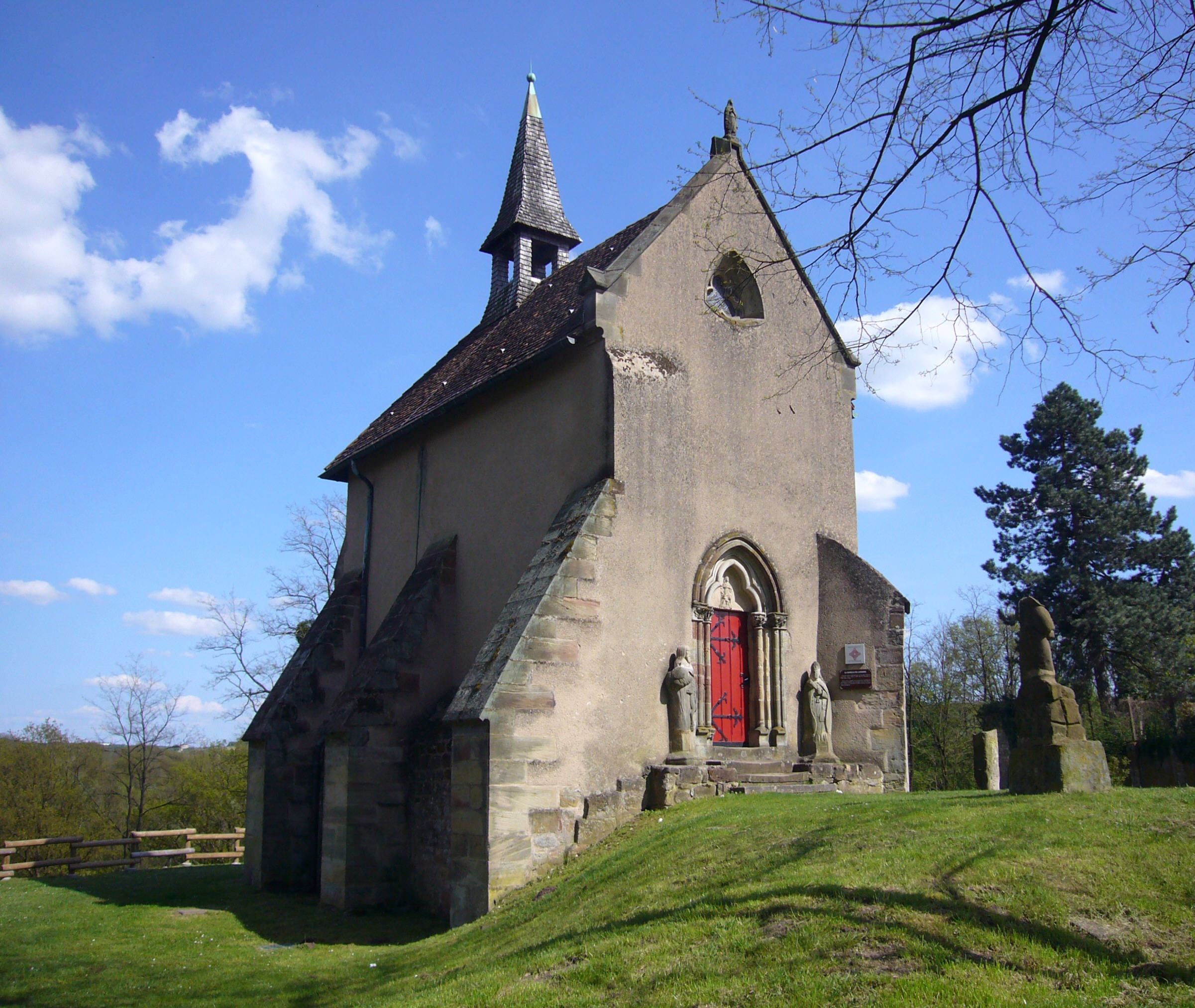
Katharinenkapelle

Hombourg-Haut [ɔ̃buʁ o] (deutsch Oberhomburg, lothringisch Humerich) ist eine französische Gemeinde mit 6122 Einwohnern (Stand 1. Januar 2022) im Département Moselle in der Region Grand Est (bis 2016 Lothringen). Sie gehört zum Arrondissement Forbach-Boulay-Moselle.

## Geographie
Die Stadt liegt in Lothringen am Rande des grenzübergreifenden Warndt zwischen Saint-Avold (deutsch Sankt Avold) und Freyming-Merlebach (Freimengen-Merlenbach), nahe der Grenze zum Saarland. Die Gemeinde ist von Wäldern umgeben (Forêt de Zang, Forêt de Steinberg). Der alte Ortskern liegt auf einem Felsvorsprung über dem Tal der Rossel.
Zur Gemeinde gehören die Ortsteile Hombourg-Bas (Niederhomburg) und Hellering (Helleringen).
Nachbargemeinden von Hombourg-Haut sind Freyming-Merlebach im Nordosten, Betting (Bettingen) im Osten, Guenviller (Genweiler) im Südosten, Macheren (Machern) im Süden sowie Saint-Avold (Sankt Avold) im Westen und Nordwesten.

## Geschichte
Die Region gehörte früher zum Hochstift Metz, einem Fürstbistum des Heiligen Römischen Reichs. Die Ortschaft geht auf eine im 10. Jahrhundert zum Schutz der Abtei Saint-Nabor erbaute Burg zurück („Altburg“ bei Niederhomburg). 1254 gründete Bischof Jakob von Metz auf der gegenüberliegenden Talseite eine neue Burg nebst Stiftskirche, die Keimzelle des heutigen Ortes Hombourg-Haut. Die Burgsiedlung wurde zeitnah befestigt und erhielt 1283 Stadtrecht. 1581 fiel Hombourg-Haut an das Herzogtum Lothringen und mit diesem 1766 an Frankreich. Im Dreißigjährigen Krieg wurde die Burg durch französische Truppen geschleift.
Durch den Frankfurter Frieden vom 10. Mai 1871 kam die Region an das deutsche Reichsland Elsaß-Lothringen, und das Dorf wurde dem Kreis Forbach im Bezirk Lothringen zugeordnet. Auf der Gemarkung des Dorfs gab es Eisenwerke, Anlagen der Schwerindustrie, Fabriken und Steinbrüche. Die Landwirte des Dorfs betrieben Getreide-, Obst- und Gemüsebau. Nach dem Ersten Weltkrieg musste die Region aufgrund der Bestimmungen des Versailler Vertrags 1919 an Frankreich abgetreten werden und wurde Teil des Département Moselle. Von 1940 bis 1944 gehörte die Region zum CdZ-Gebiet Lothringen.

### Bevölkerungsentwicklung
| Jahr      | 1962   | 1968   | 1975   | 1982   | 1990 | 1999 | 2007 | 2019 |
| Einwohner | 10.111 | 10.571 | 10.401 | 10.055 | 9580 | 9486 | 8048 | 6283 |

## Sehenswürdigkeiten
- Ehemalige Stiftskirche Saint-Étienne aus dem 14. Jahrhundert, steht unter Denkmalschutz (Monument historique)
- Chapelle Sainte-Catherine (Katharinenkapelle), ehem. Burgkapelle, aus dem 13. Jahrhundert, steht unter Denkmalschutz (Monument historique).
- Reste der Burg und der Stadtmauern
- Franziskaner-Rekollektenkloster, aus dem 18. Jahrhundert
- Schloss Hausen, aus dem 18. Jahrhundert, steht unter Denkmalschutz (Monument historique).

## Kultur

### Musik
- In Hombourg-Haut finden seit 1989 jährlich die Rencontres Musicales des Festival International Théodore Gouvy statt. Fünf der sechs Konzerte werden in der Kollegiatskirche St-Étienne aufgeführt, das Neujahrskonzert in der Stadthalle.
- Chœur d’hommes de Hombourg-Haut (gegründet in 1865) ist der älteste Männerchor in der ehemaligen Region Lothringen (aufgelöst 2015).

### Veranstaltungen
- Karneval mit einem großen Straßenumzug durch die Innenstadt.
- Orgelkonzerte in der ehemaligen Stiftskirche St-Etienne. Die ehemalige Kirchenorgel wurde 1906 vom Orgelbauer Dalstein-Haerpfer restauriert.

### Partnerschaft
- Seit 1976 besteht eine Partnerschaft mit der italienischen Gemeinde San Giorgio di Pesaro in den Marken.

## Verkehrsanbindung

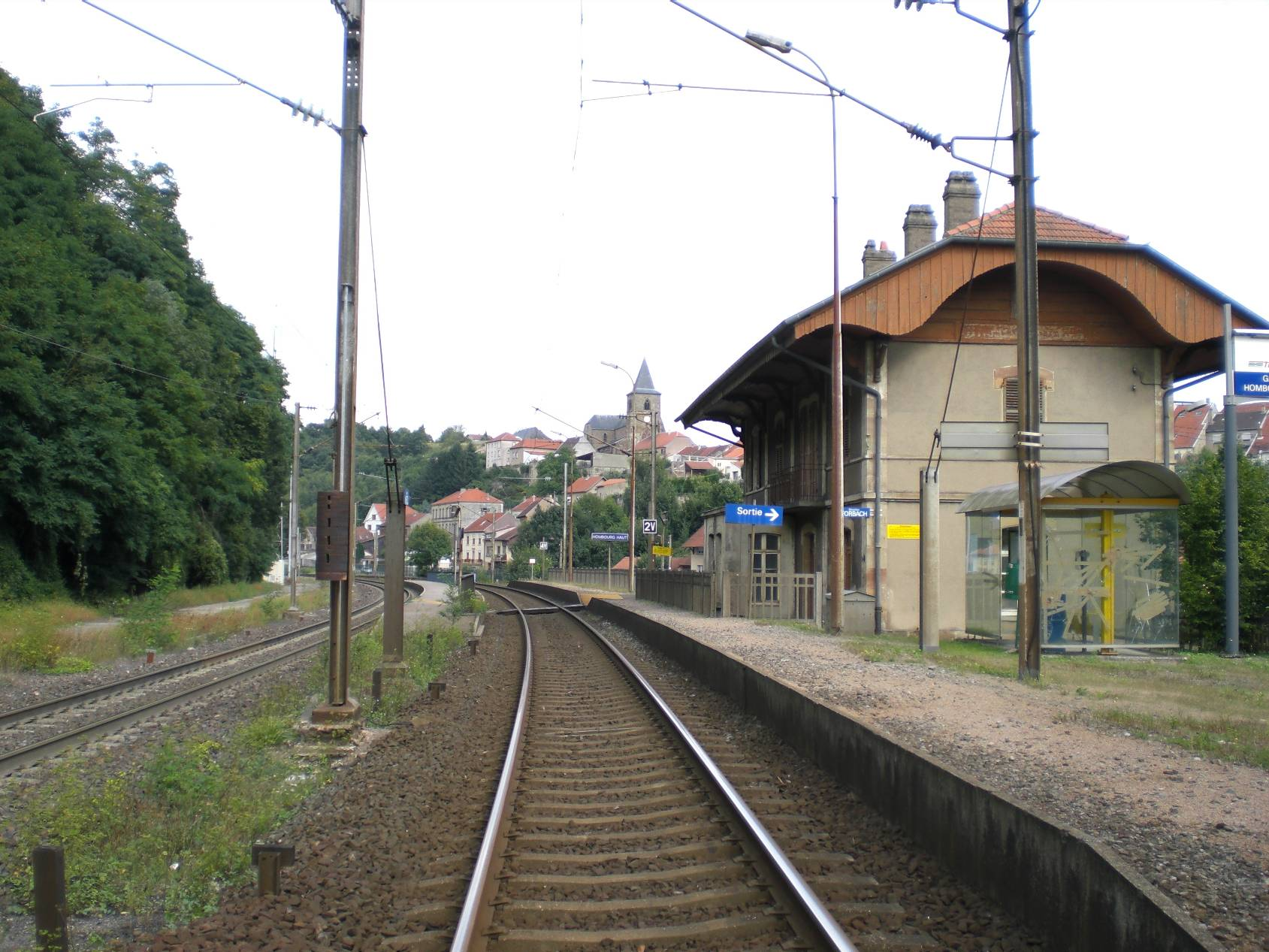
Bahnstation Hombourg-Haut

Hombourg-Haut liegt an der Nationalstraße 3 von Paris über Metz nach Saarbrücken. Auch die Autobahn und die Bahnstrecke parallel zur RN3 verlaufen durch Hombourg-Haut.

## Persönlichkeiten
- Simon Batz, genannt Simon von Homburg (1420–1464), Ratssyndikus in Lübeck
- Anton Gapp (1766–1833), französischer katholischer Priester und Gründer eines Schwesternordens, Pfarrer in Hombourg von 1821 bis 1833
- Théodore Gouvy (1819–1898), Komponist
- Fritz Münch (1906–1995), deutscher Völkerrechtler

## Trivia
Manche Einwohner nennen sich auf Französisch Hombourgeois. Ihre Spitznamen sind „Die Humeriche Eicherte“ und „Bachwasser“.